# Танг Римочен

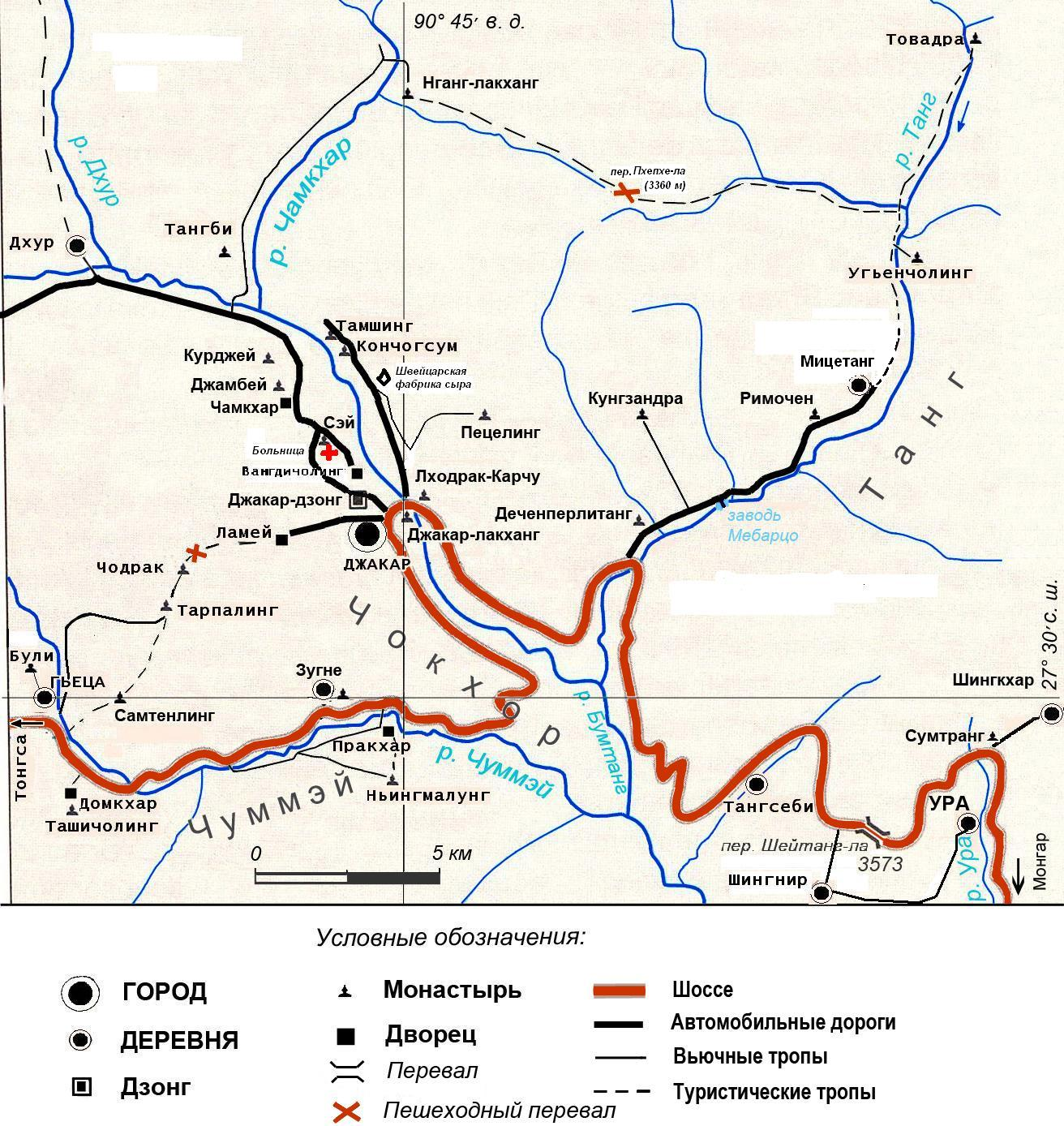
Карта центральной части Бумтанга

Танг Римочен (дзонг-кэ ཐང་རི་མོ་ཅན, вайли thang ri mo chan, лат. tang rimochen) — буддийский храм школы ньингма. Принадлежит гевогу Танг в Бумтанге (Бутан). Находится в окрестностях деревни Мицетанг. К храму есть возможность подъезда на автомобиле.
Согласно легенде, в этом месте на большой скале совершал медитацию Гуру Ринпоче, и вместе с двумя жёнами оставил здесь следы. Имя храма ассоциируется с тигриными полосами, которые можно разглядеть на скале. Собственно храм основал Дордже Лингпа в XIV веке прямо под скалой. В XIX веке храм был реставрирован далёким потомком Дордже Лингпа, Цокье Дордже — пенлопом Тонгса. В храме имеются ценные изображения Миларепы..

Далее вверх по долине можно подняться к монастырю Угьен Чолинг.

## Изображения
Первоначально здесь храм основал Гуру Ринпоче. Пема Лингпа пополнил сокровищницу монастыря. Храм знаменит отметками на скалах. Название храма связано с тигриными полосами на скале. На скале также отпечатались следы дочери тибетского царя Трисонг Децена (ей прозывали «лотосовая принцесса»), которая погибла здесь в восьмилетнем возрасте во время паломничества. Гора хранит также сокровище под названием «мистический ключ к будущему», который будет даром для будущих поколений. В скале имеются также отпечатки самого Гуру Ринпоче и его жены Еше Цогьял

## Легенды
Про храм ходят легенды, в частности о том, что тертон Пема Лингпа в 1504 году обнаружил тут сокровища, однако они были сильно связаны с проклятьями прошлого и чтобы отвратить несчастья Пема Лингпа был вынужден совершать особый 18-дневный ритуал.
В конце XIII и в начале XIV веков тертон Шераб Мембар обнаружил здесь текст под названием rGyud-bu-chung («Тантра малого сына») в ящичке в скале в гнезде змеи. Так как он не имел право на обладание этим текстом, его учитель был убит жителями долины Чокхор через три дня после находки. Шераб Мембар сделал копию текста и вернул оригинал в скалу, однако не смог с ним работать, у него помутился рассудок и он умер, а потом умер также его сын. Перед смертью тертон распорядился передать текст ламе Камчунгу, который потом передал его ламе Озеру, который в свою очередь передал его для Пема Лингпа, так как по мистическим причинам он не смог читать этот текст. Пема Лингпа однако обладал правом работать и передавать этот текст, он сверил копию с оригиналом и объяснил значение текста ученикам.